# Kraftwerk Schattenhalb
Das Kraftwerk Schattenhalb ist ein Laufwasserkraftwerk auf dem Gebiet der Gemeinde Schattenhalb im Kanton Bern. Es gehört der BKW Energie AG.

## Geschichte
Das Wasser des unteren Reichenbachfalls diente um die Mitte des 19. Jahrhunderts der Säge Reichenbach für den Betrieb ihres Wasserrades.
Das Kraftwerk Schattenhalb nutzt seit über 100 Jahren das Wasser des Reichenbachs, eines Seitenbachs der Aare, mit seinem 48 Quadratkilometer grossen Einzugsgebiet. Mit dem Gefälle des Reichenbachfalls wird das Kraftwerk Schattenhalb 1 betrieben  ⊙. Für das Kraftwerk Schattenhalb 3 wird das Reichenbachwasser im Staubecken Zwirgi (1000 m ü. M.) ⊙ oberhalb des Reichenbachfalls gefasst.

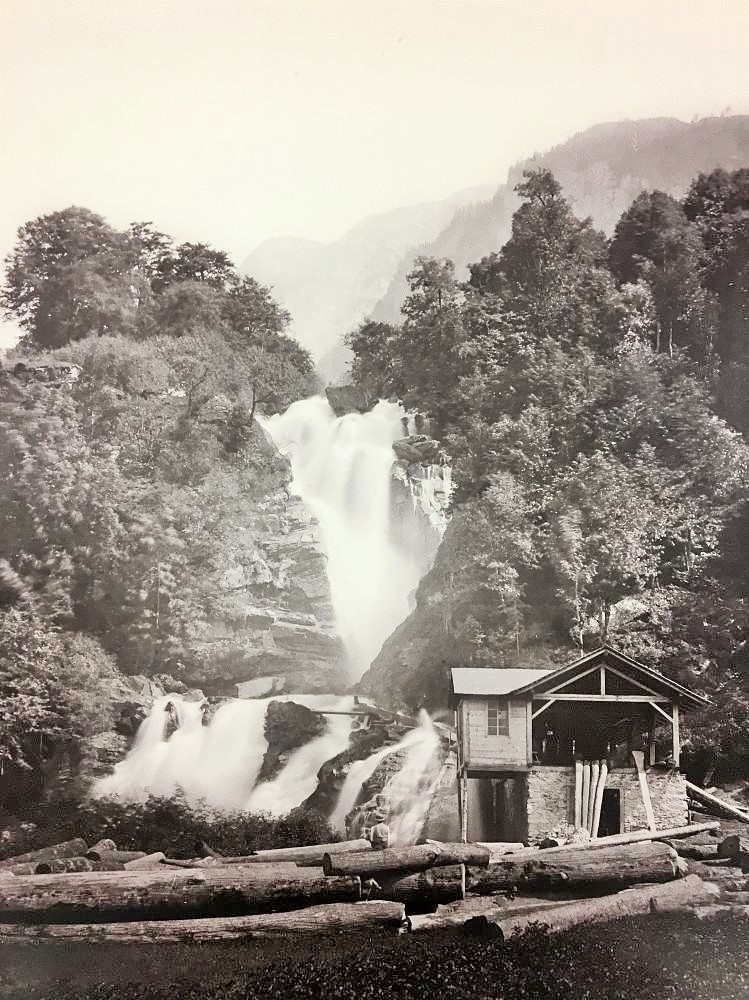
Säge am unteren Reichenbachfall von 1865

### Schattenhalb 1
1899 wurde die elektrisch betriebene Reichenbachfall-Bahn eröffnet und eine elektrische Beleuchtung für den Reichenbachfall eingerichtet. Das von Ingenieur Elias Flotron 1898 realisierte provisorische Kleinkraftwerk lieferte den Strom für die Bahn und ein «Beleuchtungskraftwerk» für seine Hotels Reichenbach und Des Alpes. Die Bahngründer Elias Flotron und Franz Josef Bucher hatten 1896 mit der Planung einer Kraftwerkanlage begonnen. Sie konnten das Elektrizitätswerk Reichenbach mit dem Bau der Zentrale Schattenhalb im Talboden (Schattenhalb 1) ⊙ ab 1900 bauen, erhielten 1907 die Konzession des Kantons Bern und begannen 1909 mit der Stromproduktion.
Das Laufkraftwerk Schattenhalb 1 wurde im Oktober 2014 vorzeitig (Konzession bis 2016) ausser Betrieb genommen. Das Werk wurde von der EWR Energie AG, einer Tochtergesellschaft der BKW, für 13 Millionen Franken mit einer zweijährigen Bauzeit gesamthaft erneuert und 2017 eröffnet. Die Stromproduktion konnte um 30 Prozent gesteigert werden. Dabei wird das 216 Meter hohe Gefälle von der Wasserfassung unterhalb des Reichenbachfalls (816 m ü. M.) bis zur Zentrale im Talboden von Willigen (600 m ü. M.) genutzt. Das Wasser fliesst durch eine 570 Meter lange Druckleitung neben dem Bahngeleise zur Zentrale. Dort wird mit maximal 1'300 Liter Wasser pro Sekunde mit einer vierdüsigen Peltonturbine turbiniert.
Mit einer installierten Leistung von 2,3 Megawatt können jährlich rund 6,7 Gigawattstunden Strom produziert und 1500 Haushalte versorgt werden. Schattenhalb 1 ist nur im Sommerhalbjahr in Betrieb und unterstützt dabei Schattenhalb 3, das für den Tourismus genügend Restwasser über den Reichenbachfall fliessen lassen muss. Die Konzession wurde für 80 Jahre erteilt.

### Schattenhalb 2
Die Elektrowerke Reichenbach AG, die 1922 Besitzer der Reichenbachfall-Bahn geworden waren, erstellten 1926 70 Meter unterhalb der Bergstation der Reichenbachfall-Bahn die Kraftwerkzentrale Schattenhalb 2 ⊙. Die beiden Turbinen wurden 1926 und 1940 installiert und waren 2010 in tadellosem Zustand und liefen perfekt.
2010 wurde Schattenhalb 2 von der BKW abgeschaltet und sollte abgebrochen werden. Der Abbruch konnte jedoch gestoppt und das ganze Werk 2016 an die neu gegründete Stiftung «Kraft & Wasser Schattenhalb» abgetreten werden. Die Stiftung will das Werk mit den historischen Turbinen als Kulturdenkmal erhalten und mit einem verbesserten Zugangsweg für das touristische Angebot der Region erschliessen, wofür 2019 Geldgeber gesucht wurden.

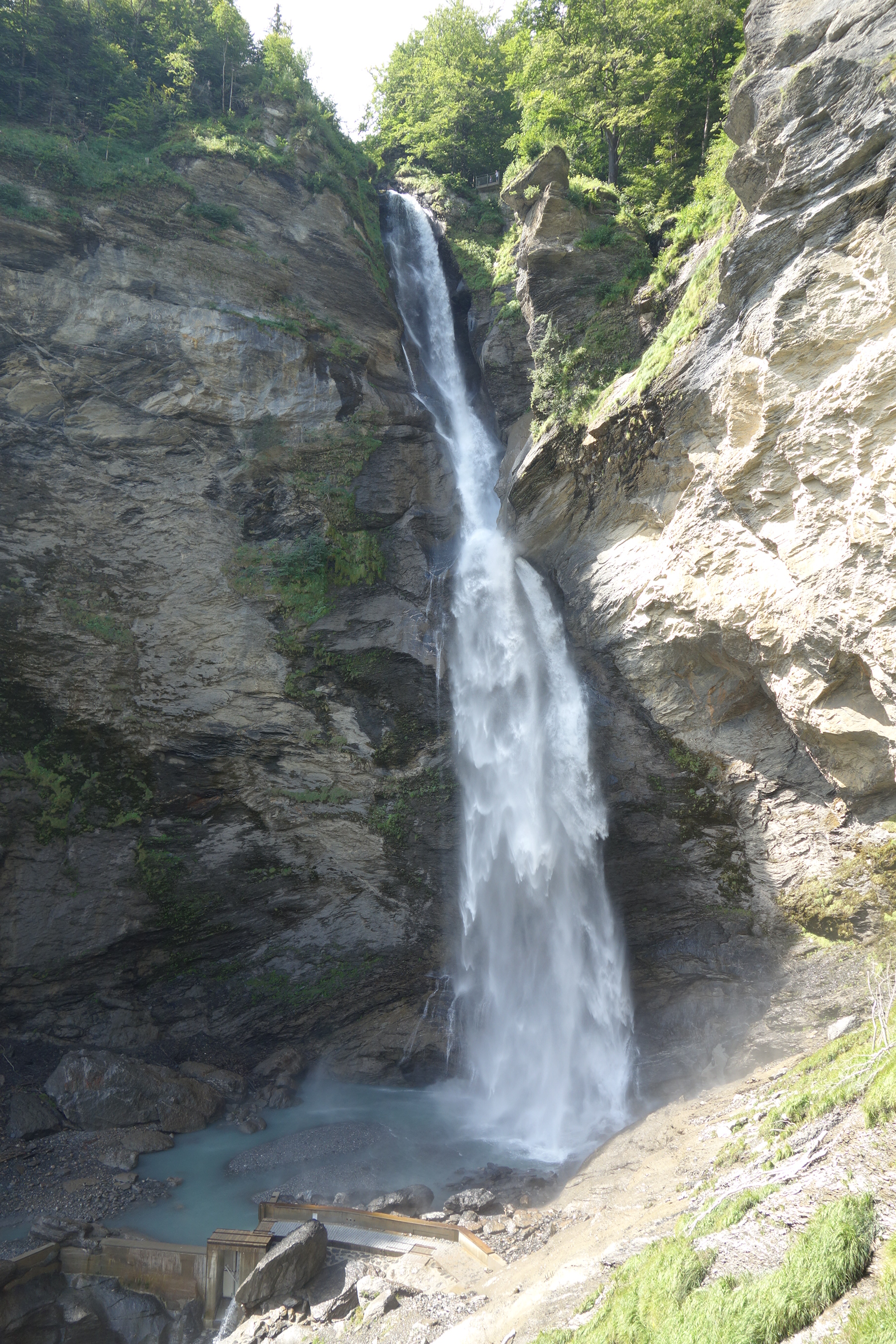
Reichenbachfall mit Wasserfassung Schattenhalb 1

### Schattenhalb 3
2006 erhielt die EWR Energie AG, seit 2000 eine Tochtergesellschaft der BKW-Gruppe, für das geplante Kraftwerk Schattenhalb 3 eine Konzession für 80 Jahre. 2008 wurde mit dem Bau des 713 Meter langen Druckleitungsstollens und 280 Meter langen Druckleitungsschachts (Neigung 140 Prozent) vom Zwirgibecken zur Zentrale Badmatten ⊙ im Talboden begonnen.
2010 konnte Schattenhalb 3 eingeweiht werden. Das im Staubecken Zwirgi gefasste Wasser hat ein Gefälle von 400 Meter und strömt durch eine rund 1000 Meter lange Druckleitung. Der von einer vertikalachsigen, sechsdüsigen Peltonturbine angetriebene Generator hat eine Leistung von 9,7 Megawatt. Die Turbine schluckt bei 750 Umdrehungen pro Minute 2,8 Kubikmeter Wasser.
Die jährliche Stromproduktion konnte von 34 GWh auf 48,6 GWh gesteigert werden. Damit kann der Strombedarf von 14'000 Haushaltungen abgedeckt werden. Schattenhalb 1 und 3 ergänzen sich im Sommerhalbjahr. Schattenhalb 1 fasst das Wasser erst unterhalb des Reichenbachfalls und ist nicht von der vorgeschriebenen Restwassermenge für den Reichenfachball betroffen.

### Schattenhalb 4
Schattenhalb 4 steckt seit 2007 in der Planungs- und Konzessionsbewilligungsphase. Das Wasser soll mittels einem kleinen Stauwehr im Reichenbach ausgangs Gschwandtenmad rund 80 Meter oberhalb der Junghans-Brücke auf 1291 m ü. M. gefasst werden. Ein zweieinhalb Kilometer langer Schacht soll in den Felsen gesprengt und das Wasser unterhalb der Seilialp per Druckleitung in eine neue Zentrale Oberzwirgi (bei der bestehenden Staustufe im Zwirgi, oberhalb der Reichenbachfälle) geschickt werden.
Um das Projekt Schattenhalb 4 verhindern zu können, wurden im Jahr 2010 über 400 Einsprachen eingereicht und der Verein «Schattenhalb4» gegründet, der gegen «die Zerstörung des letzten wilden Bergbachs im Haslital» kämpfen will.